# Силвана Ангелевска
Силвана Ангелевска (на македонска литературна норма: Силвана Ангелевска) е политик от Северна Македония.

## Биография
Родена е на 23 октомври 1968 година в град Битоля, тогава в Социалистическа федеративна република Югославия. Доктор по технически науи е от Техническия факултет на Битолския университет. На 15 юли 2020 година е избрана за депутат от ВМРО – Демократическа партия за македонско национално единство в Събранието на Северна Македония.